# Аояма, Ютака
Юта́ка Аоя́ма (яп. 青山 豊 Aoyama Yutaka, род. 21 сентября 1984) — японский кёрлингист.
Чемпион Японии среди мужчин (2018), в составе мужской сборной Японии участвовал в чемпионате мира 2018.

## Достижения
- Чемпионат Японии по кёрлингу среди мужчин: золото (2018)[3].

## Команды
| Сезон   | Четвёртый          | Третий      | Второй         | Первый            | Запасной                                    | Турниры                       |
| ------- | ------------------ | ----------- | -------------- | ----------------- | ------------------------------------------- | ----------------------------- |
| 2017—18 | Го Аоки            | Масаки Иваи | Рётаро Сюкуя   | Ютака Аояма       | Кодзи Нисато (ЧМ) тренер: Джей Ди Линд (ЧМ) | ЧЯМ 2018 · ЧМ 2018 (11 место) |
| 2018—19 | Tomonori Matsuzawa | Ютака Аояма | Denis Petropav | Keisuke Akutagawa | Kazuo Sugai                                 | ЧЯМ 2019 (8 место)            |

(скипы выделены полужирным шрифтом)